# Lauren Brice
Lauren Brice est une actrice pornographique américaine, née le 29 septembre 1962 et morte le 3 juillet 2015. Elle a reçu, en 1991, l'AVN Award de la meilleure actrice dans une vidéo (Best Actress - Video) pour son rôle dans Married Women.

## Récompenses
- 1991 : AVN Award Meilleure actrice - Vidéo (Best Actress - Video) pour Married Women[3]

## Filmographie succincte
- Married Women (1990)
- Bend Over Babes (1990)
- Prisoners of Lust (1991)